# Jorge Ricardo
Jorge Ricardo, född den 30 september 1961 i Rio de Janeiro, bosatt i Buenos Aires, är en av brasilianare mest framgångsrika jockeys genom tiderna. 